# Al-Quds al-Arabi
Pour le journal d’information publié dans les territoires palestiniens, voir Al-Quds (journal).
Pour les articles homonymes, voir Al-Qods.
Al-Quds al-Arabi (en arabe : القدس العربی) est un quotidien d'informations généralistes, fondé en 1989, écrit en arabe et publié à Londres. Il vise toutes les populations arabophones et est l'un des plus suivis dans le monde arabe et parmi les diasporas en Europe et en Amérique du nord.
Contrairement à la plupart des journaux pan-arabes, les propriétaires ne sont pas saoudiens mais palestiniens.
Al-Quds al-Arabi critique les régimes autoritaires arabes (particulièrement la Syrie, l'Arabie saoudite, et l'Égypte), et couvre la question palestinienne évoquant régulièrement les politiques coloniales d'Israël soutenues par les États-Unis. Marc Lynch, du magazine Foreign Policy, a décrit Al-Quds al-Arabi comme le journal arabe «le plus proche de la rue arabe.»
Sa rédactrice en chef est la journaliste Sanaa Al-Aloul. 